# Nicolás Meriano
Nicolás Meriano (Rosario, Santa Fe, Argentina; 9 de noviembre de 2000) es un futbolista argentino. Juega de defensa central y su equipo actual es el Club Atlético Belgrano de la Primera División de Argentina.

## Trayectoria
Formado en las inferiores del Club Atlético Belgrano, promovido al primer equipo en 2021.
En febrero de 2021 fue cedido a Rosario Central como intercambio por Rodrigo González. Debutó en la primera división el 9 de octubre ante Estudiantes de La Plata.
En marzo de 2022 renovó su contrato con Belgrano. Formó parte del plantel que ganó la Primera B 2022.

## Estadísticas
Actualizado al último partido disputado el 11 de febrero de 2023
| Club                      | Div.          | Temporada     | Liga  | Liga  | Copas nacionales | Copas nacionales | Copas internacionales | Copas internacionales | Total | Total |
| Club                      | Div.          | Temporada     | Part. | Goles | Part.            | Goles            | Part.                 | Goles                 | Part. | Goles |
| ------------------------- | ------------- | ------------- | ----- | ----- | ---------------- | ---------------- | --------------------- | --------------------- | ----- | ----- |
| Rosario Central Argentina | 1.ª           | 2021          | 1     | 0     | 0                | 0                | 0                     | 0                     | 1     | 0     |
| Rosario Central Argentina | Total club    | Total club    | 1     | 0     | 0                | 0                | 0                     | 0                     | 1     | 0     |
| Belgrano Argentina        | 2.ª           | 2022          | 5     | 0     | 3                | 0                | —                     | —                     | 8     | 0     |
| Belgrano Argentina        | 1.ª           | 2023          | 3     | 0     | 0                | 0                | —                     | —                     | 3     | 0     |
| Belgrano Argentina        | Total club    | Total club    | 8     | 0     | 3                | 0                | 0                     | 0                     | 11    | 0     |
| Total carrera             | Total carrera | Total carrera | 9     | 0     | 3                | 0                | 0                     | 0                     | 12    | 0     |

## Palmarés

### Títulos nacionales
| Título             | Club     | País      | Año  |
| ------------------ | -------- | --------- | ---- |
| Primera B Nacional | Belgrano | Argentina | 2022 |